# Sojoez TMA-18M
Sojoez TMA-18M is een ruimtevlucht naar het Internationaal ruimtestation ISS die op 2 september 2015 werd gelanceerd. Het is de 127e vlucht van een Sojoez-ruimteschip, na de eerste lancering in 1967. Sergej Volkov voegde zich bij de bemanning van ISS Expeditie 45. Aidyn Aimbetov en Andreas Mogensen vliegen naar het ruimtestation voor een tiendaagse missie. Ze keren terug naar aarde met Sojoez TMA-16M. Mogensen werd de eerste Deen in de ruimte. 
Scott Kelly en Michail Kornijenko keerden terug op 2 maart 2016 met Soejoez TMA-18M na een missie van één jaar aan boord van het Internationaal ruimtestation ISS.

## Bemanning lancering
| Positie           | Ruimtevaarder                             |                                           |
| ----------------- | ----------------------------------------- | ----------------------------------------- |
| Bevelhebber       | Sergej Volkov, RSA 3e ruimtevlucht        | Sergej Volkov, RSA 3e ruimtevlucht        |
| Flight Engineer 1 | Andreas Mogensen, ESA 1e ruimtevlucht     | Andreas Mogensen, ESA 1e ruimtevlucht     |
| Flight Engineer 2 | Aidyn Aimbetov, KazCosmos 1e ruimtevlucht | Aidyn Aimbetov, KazCosmos 1e ruimtevlucht |

## Reservebemanning
| Positie           | Ruimtevaarder         |                       |
| ----------------- | --------------------- | --------------------- |
| Bevelhebber       | Oleg Skripotsjka, RSA | Oleg Skripotsjka, RSA |
| Flight Engineer 1 | Thomas Pesquet, ESA   | Thomas Pesquet, ESA   |
| Flight Engineer 2 | Sergej Prokopjev, RSA | Sergej Prokopjev, RSA |

## Bemanning landing
| Positie           | Ruimtevaarder                           |                                         |
| ----------------- | --------------------------------------- | --------------------------------------- |
| Bevelhebber       | Sergej Volkov, RSA 5e ruimtevlucht      | Sergej Volkov, RSA 5e ruimtevlucht      |
| Flight Engineer 1 | Michail Kornijenko, RSA 2e ruimtevlucht | Michail Kornijenko, RSA 2e ruimtevlucht |
| Flight Engineer 2 | Scott Kelly, NASA 4e ruimtevlucht       | Scott Kelly, NASA 4e ruimtevlucht       |

TMA-1 · TMA-2 · TMA-3 · TMA-4 · TMA-5 · TMA-6 · TMA-7 · TMA-8 · TMA-9 · TMA-10 · TMA-11 · TMA-12 · TMA-13 · TMA-14 · TMA-15 · TMA-16 · TMA-17 · TMA-18 · TMA-19 · TMA-01M · TMA-20 · TMA-21 · TMA-02M · TMA-22 · TMA-03M · TMA-04M · TMA-05M · TMA-06M · TMA-07M · TMA-08M  · TMA-09M · TMA-10M · TMA-11M · TMA-12M · TMA-13M · TMA-14M · TMA-15M · TMA-16M · TMA-17M · TMA-18M · TMA-19M · TMA-20M